# 발트론
발트론(Baltron, 일본어: バルトロン)은 1986년 3월 19일 일본 시장만을 대상으로 출시된 패밀리 컴퓨터용 진행형 슈팅 게임이다.
이 게임은 진행형 슈팅 게임으로, 플레이어는 적 항공기를 무찌르고 발사대에서 떠나야 한다. 아이템으로는 에너지를 최대로 회복하는 블루 캡슐, 옐로 캡슐, 그리고 추가 생명을 주는 코알라가 있다.